# Tityus caesarbarrioi
Espèce
Tityus caesarbarrioi est une espèce de scorpions de la famille des Buthidae.

## Distribution
Cette espèce est endémique de l'État de Bolívar au Venezuela. Elle se rencontre au pied du Cerro Santa Rosa.

## Description
Le mâle holotype mesure 36,59 mm et la femelle paratype 40,28 mm.

## Étymologie
Cette espèce est nommée en l'honneur de César Luis Barrio-Amorós.

## Publication originale
- González-Sponga, 2001 : « Arácnidos de Venezuela. Cuatro nuevas especies del género Tityus (Scorpionida: Buthidae). » Acta Biologica Venezuelica, vol. 21, no 3, p. 69-83 (texte intégral).